# Pseudopiptadenia suaveolens
Pseudopiptadenia suaveolens là một loài thực vật có hoa trong họ Đậu. Loài này được (Miq.) J.W. Grimes miêu tả khoa học đầu tiên năm 1993.